# Furacão Irma
O Furacão Irma foi um ciclone tropical que, dentre várias regiões, atingiu o estado da Flórida, nos Estados Unidos, na qualidade de grande furacão.
Foi o furacão mais forte já registado na bacia do Oceano Atlântico fora do Caribe e golfo do México, estando empatado com o furacão do Labor Day como o mais potente ciclone a fazer landfall já registado na bacia atlântica, assim como o mais forte furacão atlântico em termos de ventos máximos sustentados desde o Wilma, em 2005, e o mais intenso em termos de pressão desde o Dean, em 2007, assim como o primeiro de tal intensidade a fazer landfall em qualquer ponto da bacia Atlântica desde o Félix em 2007. Irma foi também o primeiro furacão de categoria 5 a afectar as Ilhas de Sotavento setentrionais, e o segundo registado a atingir Cuba com tal intensidade, após um furacão registado em 1924. Adicionalmente, Irma fez landfall em Florida Keys com ventos de 215 km/h, e uma pressão de 929 mbar, tornando-o o furacão mais forte a atingir a Flórida em termos de velocidade do vento desde o Charley em 2004, e o mais intenso a atingir aquele estado em termos de pressão atmosférica desde o Andrew em 1992.
Irma foi um típico furacão do tipo Cabo Verde, tendo-se desenvolvido a 30 de Agosto próximo das ilhas de Cabo Verde, a partir de uma onda tropical que partira da costa ocidental africana dois dias antes. foi o nono ciclone tropical nomeado, o quarto furacão, e o segundo grande furacão da temporada de furacões no Atlântico de 2017. Devido às condições favoráveis, Irma rapidamente aumentou de intensidade, tornando-se um furacão de categoria 2 na escala de Saffir-Simpson em apenas 24 horas. Pouco depois tornou-se um furacão de categoria 3, sendo considerado assim um grande furacão. A intensidade flutuou durante os dias seguintes, devido a uma série de ciclos de reposição da parede do olho. A 5 de Setembro, tornou-se um furacão de categoria 5, a maior da escala, atingindo no início do dia seguinte a sua maior intensidade, com ventos de 185 mph (298 km/h) e uma pressão mínima de 0,914 bar (686 mmHg). Isto coloca-o como o segundo maior furacão do Oceano Atlântico pela velocidade dos ventos, apenas ultrapassado pelo Allen, em 1980, que alcançou velocidades de 190 mph (306 km/h). Irma manteve esses ventos de 295 km/h durante 37 horas, ultrapassando o recorde do Allen, que manteve ventos de 285 km/h durante 18 horas. Adicionalmente, Irma conseguiu uma das mais longas durações de ventos de categoria 5 jamais registadas. A baixa pressão barométrica faz também com que seja considerado o maior ciclone tropical de 2017 até à data. Após diminuir para a categoria 3 ao passar por Cuba, voltou a subir novamente para categoria 4 à medida que atravessava águas mais quentes entre Cuba e as Florida Keys.
Causou danos catastróficos em Anguila, Antiga e Barbuda, Bahamas, Ilhas Turcas e Caicos, Ilhas Virgens, Porto Rico, São Bartolomeu e São Martinho enquanto furacão de categoria 5 com ventos de até 295 km/h (183 mph). Irma foi o furacão mais forte a atingir as Ilhas de Sotavento setentrionais, e uma das piores tempestades a atingir a região, juntamente com o furacão Donna em 1960, e o furacão Luis em 1995 e causou dezenas de mortes, sendo quarenta no Caribe e cinquenta na Flórida. A evacuação de turistas e moradores em razão da passagem do Furacão Irma foi a maior da história de Miami.

## Histórico meteorológico

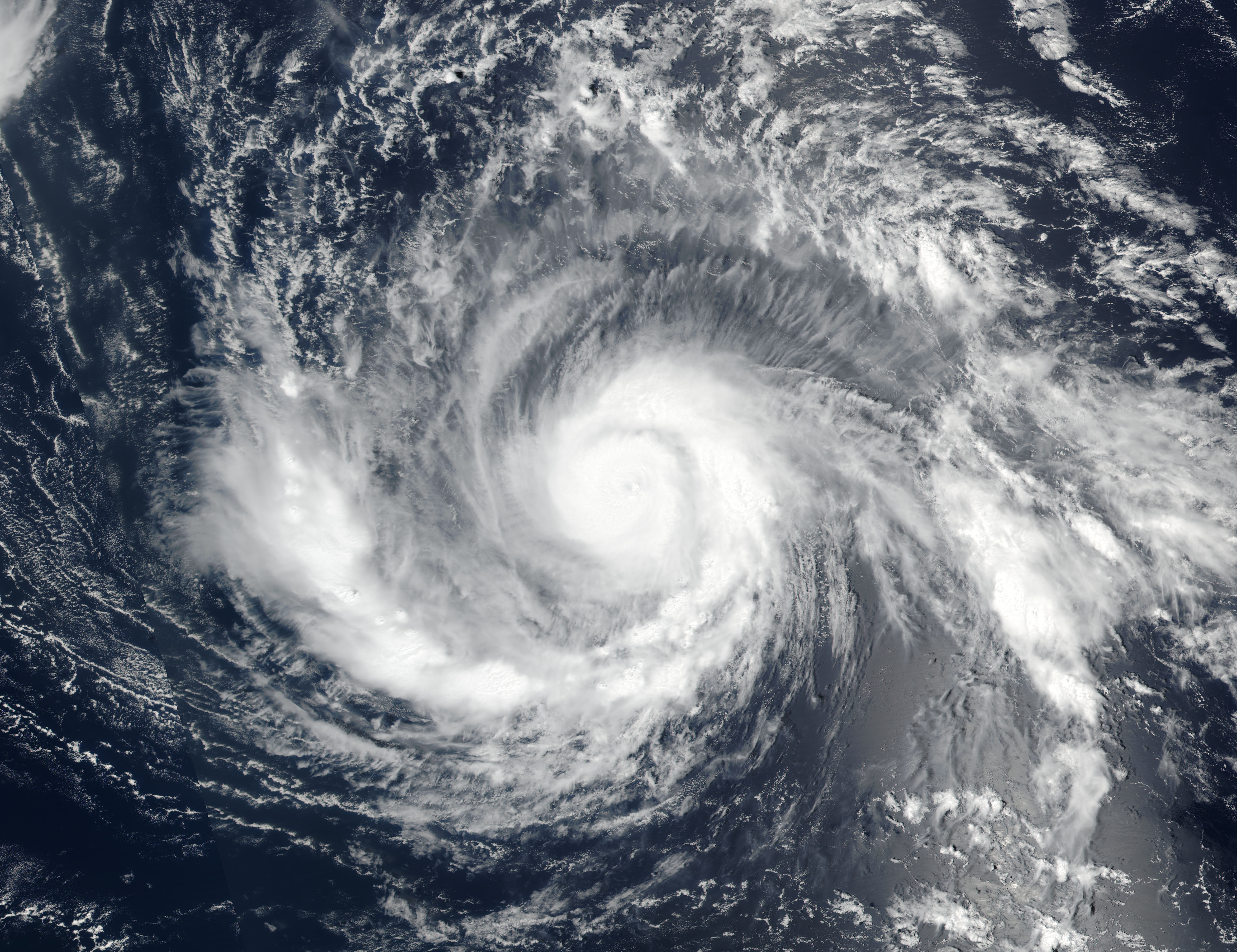
Uma imagem de satélite VIIRS do furacão Irma, em 3 de Setembro.

Iterações em infravermelho do furacão Irma, à medida que se aproxima das Ilhas de Sotavento setentrionais a 5 de Setembro, aproximadamente na altura em que se tornou um furacão de categoria 5.

A 26 de Agosto, o Centro Nacional de Furacões (CNF), nos Estados Unidos, começou a monitorizar uma onda tropical sobre a costa ocidental africana. No final do dia 27 de Agosto, a onda afastou-se da costa do continente africano. Ao longo dos dois dias seguintes, aguaceiros e trovoadas associados a essa onda foram se tornando cada vez mais organizados, unindo-se gradualmente numa zona de baixa pressão à medida que passava mesmo a sul do arquipélago de Cabo Verde, a 29 de Agosto, tendo o CNF afirmado que qualquer organização significativa do fenómeno resultaria na classificação de uma depressão tropical.
Durante as 24 horas seguintes o aumento da organização do fenómeno levou à sua classificação às 15 horas UTC de 30 de Agosto como tempestade tropical Irma, com base em dados obtidos por difusómetro, e por estimativas obtidas via satélite, pela técnica Dvorak. As elevadas temperaturas da superfície do mar e baixos gradientes de vento anteciparam o aumento de força da tempestade, com o único obstáculo sendo águas ligeiramente mais frias e temperaturas do ar mais secas. A tempestade nascente começou a formar um escoamento de nível superior em direcção aos polos, à medida que um anticiclone se estabelecia sobre o sistema, com bandas de chuva a se tornarem cada vez mais evidentes nas imagens de satélite. Ao início de 31 de Agosto, pouco depois do desenvolvimento de uma densa cobertura de nuvens central, e de um olho, o Irma intensificou-se rapidamente, com início às 09h00 UTC desse dia, com um aumento da velocidade do vento de 110 km/h para 185 km/h em apenas 12 horas. A 2 de Setembro, um navio que passava a 90 km a oeste do centro do Irma registou ventos com velocidade máxima de 70 km/h, indicando que o olho do Irma permanecia compacto. A 2 e 3 de Setembro, uma crista subtropical que ganhava força sobre o Atlântico Norte central empurrou o Irma de uma rota em direcção a oeste para a direcção sudoeste. A primeira missão de reconhecimento aéreo partiu de Barbados na tarde de 3 de Setembro, descobrindo um olho de 29 quilómetros de diâmetro, e ventos superficiais de 185 km/h.
| Os furacões com landfall mais fortes no Atlântico†                                 | Os furacões com landfall mais fortes no Atlântico† | Os furacões com landfall mais fortes no Atlântico† | Os furacões com landfall mais fortes no Atlântico† | Os furacões com landfall mais fortes no Atlântico† | Os furacões com landfall mais fortes no Atlântico† |
| Posição                                                                            | Furacão                                            | temporada                                          | Velocidade vento                                   | Velocidade vento                                   |                                                    |
| Posição                                                                            | Furacão                                            | temporada                                          | km/h                                               |                                                    |                                                    |
| ---------------------------------------------------------------------------------- | -------------------------------------------------- | -------------------------------------------------- | -------------------------------------------------- | -------------------------------------------------- | -------------------------------------------------- |
| 1                                                                                  | "Dia do Trabalho"                                  | 1935                                               | 295                                                |                                                    |                                                    |
| 1                                                                                  | Dorian                                             | 2019                                               | 295                                                |                                                    |                                                    |
| 3                                                                                  | Irma                                               | 2017                                               | 285                                                |                                                    |                                                    |
| 4                                                                                  | Janet                                              | 1955                                               | 280                                                |                                                    |                                                    |
| 4                                                                                  | Camille                                            | 1969                                               | 280                                                |                                                    |                                                    |
| 4                                                                                  | Anita                                              | 1977                                               | 280                                                |                                                    |                                                    |
| 4                                                                                  | David                                              | 1979                                               | 280                                                |                                                    |                                                    |
| 4                                                                                  | Dean                                               | 2007                                               | 280                                                |                                                    |                                                    |
| 9                                                                                  | "Cuba"                                             | 1924                                               | 270                                                |                                                    |                                                    |
| 9                                                                                  | Andrew                                             | 1992                                               | 270                                                |                                                    |                                                    |
| 9                                                                                  | Maria                                              | 2017                                               | 270                                                |                                                    |                                                    |
| Fonte: HURDAT, AOML/HRD                                                            |                                                    |                                                    |                                                    |                                                    |                                                    |
| †A força refere-se a velocidade máxima do vento sustentado no momento do landfall. |                                                    |                                                    |                                                    |                                                    |                                                    |

Pelas 21h00 UTC de 4 de Setembro, o furacão Irma havia se reforçado num furacão de categoria 4, com ventos de 215 km/h. Encontrando condições favoráveis, o Irma continuou a desenvolver-se, tornando-se um furacão de categoria 5 pelas 11h45 UTC do dia seguinte, com ventos de 280 km/h, fazendo do Irma o furacão atlântico mais oriental já registado com esta intensidade, ultrapassando o furacão David em 1979. Às 15h00 UTC, o Centro Nacional de Furacões anunciou que o reconhecimento aéreo havia indicado ventos máximos sustentados de 285 km/h no furacão Irma. Pelas 00h15 UTC de 6 de Setembro, os ventos máximos sustentados e a pressão mínima do Irma atingiram 295 km/h e 916 mbar, respectivamente, tornando o Irma o furacão atlântico com mais força desde o furacão Wilma em 2005, em termos de velocidade de ventos sustentados, e o furacão atlântico de maior intensidade desde o furacão Dean em 2007, em termos de pressão. Apenas outros quatro furacões atlânticos registaram velocidades de vento na ordem dos 295 km/h ou superior: Wilma, o furacão do Labor Day em 1935, o furacão Allen em 1980, e o furacão Gilbert em 1988. Adicionalmente, o Irma é o furacão mais forte já registado na bacia atlântica fora do mar do Caribe e do golfo do México, e a sua intensidade é de tal ordem que foi registada por sismógrafos na ilha de Guadalupe. Irma sustentou ventos de 295 km/h durante 37 horas, tornando-se o único ciclone tropical a nível mundial a suster ventos com tal intensidade e durante tanto tempo, quebrando o recorde anterior de 24 horas, estabelecido pelo tufão Haiyan.
Às 06h00 UTC de 6 de Setembro, o centro do Irma fez landfall ao longo da costa norte de Barbuda, com intensidade máxima. Isto fez com que o Irma igualasse o terceiro ciclone tropical mais forte a fazer landfall a nível mundial em termos de ventos sustentados, juntamente com o furacão do Labor Day de 1935, e o tufão Joan da 1959, ficando atrás apenas dos tufões Haiyan, em 2013, e do Meranti, em 2016, que apresentaram ventos de 310 km/h ao fazerem landfall. O Irma ficou ainda empatado com o furacão de 1935 como o mais forte no momento de landfall na bacia atlântica desde que se começaram a fazer registos em 1851. Mantendo a intensidade, Irma fez sucessivos landfalls aproximadamente às 12h00 UTC em São Martinho, e às 17h00 UTC em Ginger Island e Tortola, nas Ilhas Virgens Britânicas. Pouco antes das 06h00 UTC de 8 de Septembro, Irma fez landfall em Little Inagua, nas Bahamas. Cerca de três horas depois, Irma enfraqueceu, tornando-se um furacão de categoria 4, voltando à categoria 5 dezoito horas depois, voltando a descer de categoria ao atingir Cuba. Às 13h10 UTC de 10 de Setembro, Irma fez landfall em Cudjoe Key, na Flórida, com ventos máximos sustentados de 215 km/h, e uma pressão central de 929 mbar, tornando-o o furacão mais forte a atingir o estado da Flórida desde o Charley, em 2004, e o mais forte a atingir os Estados Unidos em termos de pressão desde o Katrina, em 2005.
Em 11 de setembro de 2017, chegou a Tampa, na Flórida, na categoria 1 ao perder força após avançar pelo oeste da península da Flórida.

## Preparativos
Em 4 de setembro, o governador da Flórida, Rick Scott, declarou o estado de emergência da Flórida. Em 6 de setembro, o governador da Geórgia, Nathan Deal, declarou o estado de emergência para os seis municípios costeiros. No entanto, o estado de emergência foi expandido para cobrir 30 municípios no sudeste e leste central da Geórgia. No mesmo dia, Roy Cooper, governador da Carolina do Norte, declarou o estado de emergência em 6 de setembro de 2017 para entrar em vigor para todo o estado às 8h00 da manhã de 7 de setembro, e o governador da Carolina do Sul, Henry McMaster, declarou o estado de emergência em 6 de setembro de 2017.

## Impacto

### Bahamas
Nas Bahamas, o olho do furacão passou por Duncan Town, o principal assentamento da cadeia das Ragged Island, em 8 de setembro. Também passou quase diretamente sobre Inagua e South Acklins, de acordo com o Departamento de Meteorologia das Bahamas. Em Mayaguana e Inagua, as linhas de energia danificadas derrubaram as comunicações. No Inagua, 70 por cento das casas sofreram danos no telhado, e a escola da ilha perdeu completamente o seu telhado. A fábrica Morton Salt Company, uma das principais empregadoras do país, teve milhões de dólares em danos.

### Cuba
Para o fim do dia 8, o Irma subiu de intensidade, transformando-se num furacão de categoria 5, fazendo landfall no arquipélago de Sabana-Camagüey, ao lado da costa norte de Cuba, com ventos máximos sustentados de 260 quilómetros por hora.
A estação meteorológica de Camagüey foi danificada, com o anemómetro destruído. De acordo com o The New York Times, a região norte de Cuba esteve sujeita a "ondas de mais de cinco metros de altura, hospitais, fábricas e armazéns danificados".
Ao final da manhã de 9 de Setembro, o Irma havia enfraquecido para a categoria 3, devido à topografia cubana, embora continuasse a causar danos significativos. A cidade turística de Caibarién recebeu o grosso da tempestade, com ondas a entrarem pela cidade, e com as características casas de um piso completamente inundadas. As inundações pioraram à medida que o furacão se moveu para oeste, empurrando a maré de tempestade pelas regiões em volta de Havana. Pela tarde, algumas inundações controladas estavam ocorrendo em Havana, inclusive em volta de Malecón. Foi ainda reportada destruição generalizada de habitações nas províncias de Ciego de Ávila e Villa Clara.

### Porto Rico
No dia 9 de setembro, dezenas de milhares de portoriquenhos estavam sem água, e milhares ainda estavam em abrigos. Hospitais estavam operando com gerador. O governo estava lutando para estabelecer contato com as ilhas de Culebra e Vieques.

### Estados Unidos continentais

#### Flórida
Um homem caiu de uma escada em Davie, ao instalar portadas anti-furacão, durante os preparativos para a chegada do Irma.
Na manhã de 10 de Setembro, o furacão fez landfall em Cudjoe Key. Um homem morreu num acidente de trânsito no condado de Monroe, ao perder o controlo do camião que conduzia debaixo de ventos com força de tempestade tropical. Outras duas pessoas morreram em Hardee, no interior do estado, na sequência de um choque frontal de automóvel provocado pelas fortes chuvas associadas ao furacão.
Na manhã de 10 de Setembro, mais de um milhão de casas e estabelecimentos comerciais estavam sem electricidade. Pela uma da tarde, hora local, quase 730 mil clientes estavam sem electricidade no condado de Miami-Dade, quase 500 mil na mesma situação no condado de Broward, e mais de 225 mil no condado de Palm Beach, totalizando cerca de 1 572 000 clientes sem electricidade em todo o estado da Flórida.
Uma rajada de 175 km/h foi registada em Pembroke Pines. Em Miami, marés de tempestade inundaram a Brickell Avenue, com água até à altura da cintura.
Em 13 de Setembro, uma garota de 7 anos morreu por envenenamento de monóxido de carbono emitido por um gerador de energia. Em St. Petersburg, um homem de 68 anos, caiu e bateu a cabeça enquanto ele e sua esposa estavam colocando pacotes no carro antes de deixarem sua casa. Outro homem de 69 anos bateu o carro depois de fugir de sua casa em Port Richey.

#### Geórgia
Com a chegada do Irma na Geórgia (classificada como tempestade tropical), autoridades do estado confirmaram duas mortes devido à tempestade. A primeira teria sido em Sandy Springs, no norte da cidade de Atlanta. Já a segunda vítima foi um homem de 62 anos, em Worth County, uma zona rural no sudoeste da Geórgia.

## Factores ambientais

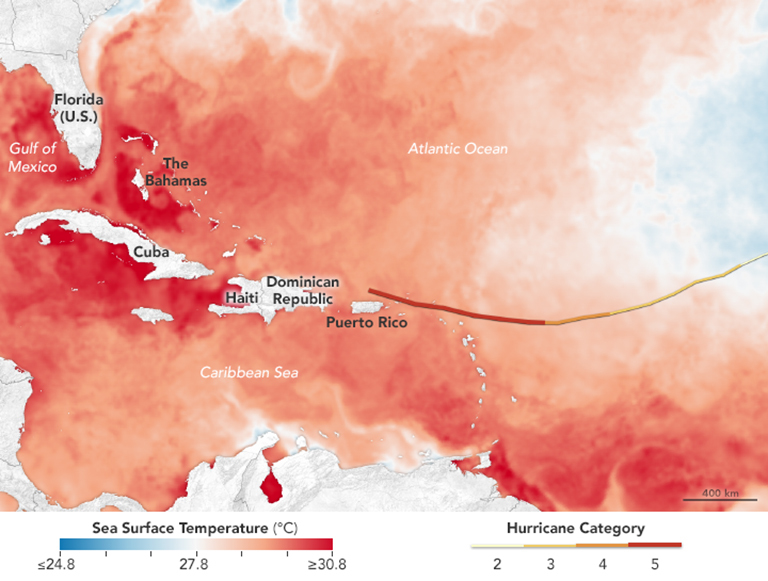
Temperaturas da superfície do oceano Atlântico, do mar do Caribe e do golfo do México a 5 de Setembro

### Aquecimento global
Tem sido assinalada pelos cientistas a contribuição do aquecimento global para o aumento de temperatura das águas oceânicas, assim como de ar mais húmido, gerador de chuva. Devido à subida do nível do mar, assume-se que a maré de tempestade do Irma e de outras tempestades venha a causar maiores inundações em áreas vulneráveis. Dados recolhidos pela NASA mostram que as temperaturas da superfície do oceano no percurso do Irma são acima dos 30 °C, capazes de manter um furacão de categoria 5.

### Outros factores
A oscilação multidecadal do Atlântico é um ciclo de longo termo no oceano Atlântico que afecta as condições de formação de furacões, estando presentemente num estádio associado a boas condições para a formação de furacões.